# Дравско Поморскје
Дравско Поморскје (пољ. Drawsko Pomorskie) је град у Пољској у Војводству Западно Поморје у Повјату дравском. Према попису становништва из 2011. у граду је живело 11.895 становника.
.

## Становништво
Према прелиминарним подацима са пописа, у граду је 2011. живело 11.895 становника.
| 2002.  | 2011.  | 2012.  |
| ------ | ------ | ------ |
| 11.530 | 11.895 | 11.895 |

## Партнерски градови
- Бад Брамштет
- Штрасбург
- Злоћењец